# Placynthium lismorense
Placynthium lismorense är en lavart som först beskrevs av Nyl. ex Cromb., och fick sitt nu gällande namn av Vain. Placynthium lismorense ingår i släktet Placynthium och familjen Placynthiaceae.  Arten är reproducerande i Sverige. Inga underarter finns listade i Catalogue of Life.